# La Nef (Angoulême)
Pour les articles homonymes, voir La Nef.
La Nef - Grand Angoulême est un complexe culturel consacré aux musiques actuelles situé à Angoulême.
C'est à la fois une salle de spectacle et un lieu de répétitions et d'enregistrement. Implanté dans une ancienne poudrière située à l'entrée sud de la ville, ce lieu a ouvert en 1993 et a fait l'objet d'un agrandissement et de travaux en 2005.
Il a été repris en régie publique en 2011 et est directement géré par la communauté d'agglomération du Grand Angoulême.